# أوغستين تييري
أوغستين تييري (بالفرنسية: Augustin Thierry)‏ هو مؤرخ فرنسي، ولد في 10 مايو 1795 في بلوا في فرنسا، وتوفي في 22 مايو 1856 في باريس في فرنسا.

## وصلات خارجية
- أوغستين تييري على موقع الموسوعة البريطانية (الإنجليزية)